# Alena Baeva
Alena Baeva, née en 1985 à Almaty, est une violoniste russe.

## Biographie
Alena Baeva grandit dans une famille de musiciens. Elle commence l'apprentissage du violon à l'âge de cinq ans à Almaty, avant de se produire pour la première fois deux années plus tard en tant que soliste dans un orchestre local. En 1995, elle intègre l'École centrale de musique de Moscou et devient la même année lauréate du deuxième concours international de violon de Novossibirsk. À seulement douze ans, elle remporte le premier prix et le prix de virtuosité lors du Concours international de Kloster-Schöntal en Allemagne.
En 2000, Alena Baeva est récompensée du Premier Prix lors du T. Wronski Concours international de violon solo à Varsovie, un évènement dédié aux violonistes de moins de trente ans. En 2001, la violoniste obtient le Premier Prix et neuf Prix Spéciaux du XIIe Concours international de violon Henryk Wieniawski, organisé tous les cinq ans à Poznań.
En 2004, elle est lauréate du Grand-prix du deuxième concours de violon Paganini à Moscou. À la suite de cette nouvelle distinction, la violoniste se voit confier un Stradivarius par la Fondation d'art du violon de Russie. En 2007, elle décroche la médaille d'or et le prix du public au Concours international de Musique de Sendai au Japon. 
Alena Baeva rejoint l'Orchestre philharmonique de Moscou en tant que soliste tout en poursuivant ses études au Conservatoire Tchaïkovski de Moscou. Elle se produit également au sein de l'Orchestre national de Russie et interprète son propre répertoire dans les salles du monde entier,,,,.
Alena Baeva réside au Grand Duché du Luxembourg, où elle vit depuis 2010. Alena Baeva joue sur un violon du luthier Guarneri del Gesù "ex-William Kroll" de 1738 (prêt d'un mécène anonyme). 

## Discographie
- 2005 : Alena Baeva et l'Orchestre national de Russie dirigé par Paavo Berglund, enregistré au studio VGTRK
- 2007 : Béla Bartók et Piotr Ilitch Tchaïkovski, concertos pour violon, Alena Baeva, Fontec
- 2008 : Karol Szymanowski, concertos pour violon, Alena Baeva et l'Opole Philharmonic Symphony Orchestra, dirigé par Bogusław Dawidow, Dux
- 2009 : Sonates de Francis Poulenc, Claude Debussy et Sergueï Prokofiev, Alena Baeva, Sendai Cultual Foundation
- 2013 : Erlköenig de Franz Schubert, Yuri Bashmet, Sony Music Entertainment Germany GmbH
- 2015 : Shostakovich - Complete Symphonies & Concertos, Dmitri Shostakovich avec Alena Baeva, Mario Brunello, Gautier Capuçon, Veronika Dzhioeva, Timur Martynov, Denis Matsuev, Mikhail Petrenko, Vadim Repine, Daniil Trifonov, sous la direction de Valeri Guerguiev, enregistré à la salle Pleyel, Paris, Arthaus Musik, Naxos Deutschland GmbH
- 2017 : Baczewicz - Szostakowicz, Alena Baeva et le Polish Baltic Philharmonic dirigé par Massimiliano Caldi, PFB Live
- 2024 : "Fantasy". Works of Schubert, Stravinsky, Schumann, Messiaen. Alena Baeva (violin) and Vadym Kholodenko (piano) (Alpha Classics)

## Distinctions
- 1994 : Premier prix et le "Hope" Prix, deuxième concours ouvert de jeunes violonistes à Novossibirsk
- 1995 : Lauréat du Concours international de violon de Novossibirsk
- 2000 : Premier prix, T. Wronski Concours international de violon solo
- 2001 : Premier prix et neuf prix Spéciaux, XII Concours international de violon Henryk-Wieniawski, Poznań, Pologne
- 2004 : Grand-prix, deuxième Concours de violon Paganini, Moscou, Russie
- 2005 : Lauréate du Concours Reine Elisabeth, Bruxelles, Belgique[12]
- 2007 : Médaille d'or et prix du public, Concours international de musique de Sendai, Japon